# Diego Alonso Estrada
Diego Alonso Estrada Valverde (San José, Costa Rica, 25 de mayo de 1989), conocido deportivamente como Diego Estrada, es un futbolista costarricense que juega de mediocentro ofensivo en el Guadalupe FC de la Primera División de Costa Rica.

## Trayectoria

### L. D. Alajuelense
Diego Estrada hizo su debut oficial en Primera División el 25 de noviembre de 2007, con tan solo dieciocho años y seis meses, vistiendo la camiseta de Alajuelense, equipo entonces dirigido por el entrenador colombiano Carlos Restrepo, disputando la última fecha de la fase de clasificación del Campeonato de Invierno contra San Carlos, en el Estadio Morera Soto. El centrocampista ingresó de cambio al minuto 76' por Berny Solórzano y el marcador finalizó en victoria por 2-0.
Su primer gol en la liga se llevó a cabo el 21 de noviembre de 2009, en la igualdad a un tanto frente a Liberia.
A finales de junio de 2010 fue tentado por los equipos portugueses del Benfica y Sporting de Lisboa.
El 19 de diciembre de 2010, se hace con el título del Campeonato de Invierno en la tanda de penales sobre el Herediano.
El 5 de enero de 2011, la dirigencia liguista tomó la determinación de descartar al jugador debido a que él y su representante no respondieron la propuesta de renovación.

### Polonia Varsovia
En enero de 2011, un equipo de la Major League Soccer y uno Francia se mostraron interesados por el jugador, pero los contratos que le ofrecían eran de largo plazo por periodos superiores a tres y cuatro años. También tuvo una oferta de un club australiano, la cual no llenaba deportivamente las expectativas de Diego. Expresó su deseo de jugar en el continente europeo y su futuro se decidió el 27 de enero cuando se convertiría en nueva ficha del Polonia Varsovia por dos temporadas. Aunque participó en dos amistosos de la Copa Marbella en España, donde puso dos asistencias en su primer partido contra el Kubán Krasnodar, el 7 de febrero se confirmó que Estrada fue descartado tras estar a prueba, al igual que los otros futbolistas Miloš Stojčev y Santiago Villafañe. El equipo informó en su comunicado que los jugadores «abandonaron el grupo de la comunidad polaca». Poco después, el técnico Jan de Zeeuw declaró que Diego era «demasiado delgado» para su conjunto.

### Real Zaragoza "B"
El 11 de febrero de 2011, Estrada es contratado por filial del Real Zaragoza, donde disputaría el resto de la temporada con este equipo, para luego dar el salto al grupo absoluto. Debutó el 20 de agosto, como titular en la derrota por 3-0 contra el Denia. El 6 de noviembre marcó su primera anotación sobre el Sporting Mahonés, dándose como gol olímpico al minuto 73' para empatar las cifras transitoriamente. El resultado acabó en victoria de 2-1. En total tuvo doce presentaciones y consiguió dos tantos.
El 5 de enero de 2012, el volante estaba confirmado como nuevo refuerzo del Juan Aurich de Perú, para asumir la posición que dejó el colombiano Ricardo Ciciliano. Estrada, a pesar de tener otra oferta en el fútbol guatemalteco, escogió el club peruano por la posibilidad de disputar la Copa Libertadores. Por otra parte, el Zaragoza —entonces dueño de su ficha— quería compartir con el Juan Aurich el cincuenta por ciento de las ganancias de una futura venta del jugador, provocando que los directivos de este equipo decidieran no seguir con el traspaso.

### Comunicaciones F. C.
Tras su frustrado pase al Juan Aurich, Estrada aún tenía la posibilidad de vincularse a otro equipo de Perú, donde al mismo tiempo manejó otra oferta para un club mexicano. El 6 de enero de 2012, el Comunicaciones de Guatemala se adelantó y firmó al mediocentro. En su llegada se topó con el también jugador costarricense Michael Umaña, así como del entrenador Ronald González, quien le había dirigido en proceso de selección menor.
Su debut se produjo el 19 de enero de 2012, por la segunda fecha del Torneo de Clausura en la que enfrentó al Zacapa. Diego entró de cambio por Jonathan Márquez al inicio del segundo tiempo y el juego se definió en empate 2-2. El 1 de febrero consiguió anotar su primer gol al minuto 68' sobre Juventud Retalteca. Al cierre de la campaña, sumó un total de veintiún presencias en las que convirtió nueve tantos. Su club quedó eliminado en semifinales por el Municipal.
Para el Torneo de Apertura 2012, el centrocampista alcanzó la cifra de diez anotaciones en veinticinco partidos disputados. El 18 de diciembre se proclama campeón con su club tras vencer al Municipal en la última serie.

### Deportivo Saprissa
El 27 de diciembre de 2012, es oficializado el fichaje de Estrada en el Deportivo Saprissa, club al que se unió por un año. Su presentación, en conferencia de prensa, se dio el 3 de enero de 2013 junto al defensor Moisés Hernández.
Disputó su primer compromiso el 23 de enero contra Belén, de la mano del técnico Ronald González donde ingresó de relevo por Juan Bustos al minuto 64', en el empate 1-1 de local. Inició su cuota goleadora con la camiseta morada el 24 de marzo, marcando el tanto de la victoria 1-0 sobre el Santos de Guápiles.
El 4 de agosto de 2013, conquista el Torneo de Copa luego de vencer a Carmelita en la final mediante la tanda de penales. Estrada recibió los galardones como mejor jugador del certamen, así como del máximo goleador con cinco concreciones.
El 16 de diciembre de 2013 fue operado del tobillo izquierdo por una inestabilidad en su ligamento, quedando fuera de acción por un periodo de seis a ocho semanas. Su regreso se dio hasta el 9 de febrero por la sexta fecha del Campeonato de Verano 2014, en la victoria por 2-1 ante el Puntarenas. El 10 de mayo se proclama campeón nacional después de derrotar por 1-0 a Alajuelense en el duelo de vuelta.
El 10 de agosto de 2014, pierde la final del Torneo de Copa frente al Cartaginés. El 20 de diciembre obtiene el título del Campeonato de Invierno por la victoria global de 5-3 sobre el Herediano.
El 23 de diciembre de 2015, nuevamente conquista el cetro del Campeonato de Invierno, siendo esta vez contra Alajuelense. El 4 de enero de 2016, Estrada dejó el equipo en mutuo acuerdo para convertirse en agente libre.

### F. B. C. Melgar
El 5 de enero de 2016, el centrocampista es confirmado como nuevo jugador del Melgar de Perú, para asumir el rol que dejó el colombiano Johnnier Montaño. Hizo su debut el 9 de febrero, por la segunda jornada del Campeonato Descentralizado contra el Sporting Cristal, completando la totalidad de los minutos en la derrota por 2-1. Marcó su primer gol el 21 de febrero sobre el Juan Aurich, insuficiente en la pérdida de su equipo por 2-3. También participó en los seis duelos de la fase de grupos de la Copa Libertadores, competición en la que su club no tuvo éxito al perder todos los encuentros particulares ante los rivales del Atlético Mineiro, Colo-Colo e Independiente del Valle. En la liga nacional disputó solamente ocho compromisos y, por su bajo nivel mostrado, el 6 de junio queda fuera de la institución por mutuo acuerdo con la directiva.

### Comunicaciones F. C.
El 7 de junio de 2016, es confirmada su vuelta al balompié guatemalteco para firmar por tres temporadas con el Comunicaciones.
En su debut dado el 14 de septiembre de 2016, por la sexta fecha del Torneo de Apertura, Estrada marcó el único gol para su equipo que significó el triunfo de 1-0 ante el Deportivo Petapa.
El 1 de diciembre de 2017, el entrenador de los cremas —y también costarricense— Ronald González, confirmó que Estrada, al igual que Erick Scott y Néstor Monge no continuarían para la siguiente campaña, esto por su bajo rendimiento que tuvo en el Torneo de Apertura.

### C. S. Herediano
Tras su paso por Guatemala, Estrada tenía todo listo para regresar a Costa Rica y firmar con Guadalupe el 27 de diciembre de 2017. Sin embargo, esta opción no se dio ya que el Herediano se adelantó y lo fichó el 2 de enero de 2018 por dos años.
Disputó su primer juego vistiendo la camiseta rojiamarilla el 14 de enero contra Alajuelense en el Estadio Morera Soto. Estrada entró de cambio al minuto 78' por Óscar Esteban Granados y el marcador terminó en derrota por 1-0. El 22 de abril concretó el gol de la victoria 0-1 sobre el Santos de Guápiles, esto en el inicio de la cuadrangular. El 20 de mayo queda subcampeón del Torneo de Clausura luego de que su equipo perdiera en penales ante el Deportivo Saprissa.

### Municipal Grecia
Debido a la falta de regularidad en el equipo Herediano, así como de la llegada del entrenador Paulo Wanchope, el 17 de septiembre de 2018, la dirigencia florense decidió enviar al jugador en condición de préstamo al Municipal Grecia, por lo que resta del Torneo de Apertura. A partir del Torneo de Clausura 2019, el jugador se convirtió en ficha de los griegos, esto tras finalizar su contrato con los rojiamarillos. En la temporada logró la cifra de once anotaciones en veinticinco partidos disputados.
El 12 de agosto de 2019 queda fuera del equipo debido a que su salario era insostenible en el presupuesto griego.

### La U Universitarios
En el mismo día que salió del conjunto de Grecia, fue confirmado oficialmente como nuevo refuerzo de La U Universitarios.

### C. S. Cartaginés
El 10 de diciembre de 2019, Estrada firmó por dos torneos cortos con el Cartaginés. De esta manera se convirtió en el octavo futbolista en militar en los cuatro equipos tradicionales de Costa Rica.

## Selección nacional

### Categorías inferiores
El 13 de septiembre de 2008, Diego Estrada fue incluido en la lista del entrenador Ronald González de la Selección Sub-20 de Costa Rica, para la disputa de la eliminatoria centroamericana con miras al Campeonato de la Concacaf que tomaría lugar al año siguiente. Fue partícipe de las dos victorias de su país en el Estadio Tiburcio Carías de Tegucigalpa frente a Nicaragua (4-0) —donde convirtió un gol a los 40 segundos— y el anfitrión Honduras (1-2) —marcando uno de los goles al minuto 43'—, resultados que le permitieron clasificarse de manera directa al certamen de la confederación.
El 3 de marzo de 2009, logró quedarse con un lugar en la convocatoria de González del grupo que enfrentó el Campeonato Sub-20 de la Concacaf celebrado en Trinidad y Tobago. Hizo su debut el 7 de marzo en el Marvin Lee Stadium contra el combinado de México, en el que apareció como titular pero salió de cambio al minuto 60' por Esteban Luna, en la victoria ajustada por 0-1. De la misma manera, fue estelar en los dos partidos siguientes de la fase de grupos frente a los trinitarios (empate 0-0) y Canadá (triunfo 2-1) —partido en el que asistió a Marco Ureña al minuto 72' para la acción del segundo tanto—. El 13 de marzo ingresó de cambio por Mynor Escoe en el duelo semifinal ante Honduras, serie que se definió en penales para su selección, donde Estrada precisamente anotó para su escuadra en este tipo de desempate. Dos días después, retornó al protagonismo en la alineación tras ser parte de la titularidad en la victoria cómoda por 3-0 contra Estados Unidos, abriendo la cuenta al minuto 41' y proclamándose campeón de la categoría.
El 9 de septiembre de 2009, Estrada fue seleccionado en la nómina definitiva de veintiún futbolistas para la realización del Mundial Sub-20 llevado a cabo en territorio egipcio. Apareció como titular en los tres partidos del grupo E frente a Brasil (derrota 5-0), Australia (triunfo 0-3, con una asistencia) y República Checa (revés 2-3, en el que Diego puso la igualdad transitoria por la vía del penal). Los costarricenses se clasificaron dentro de los mejores terceros. Su debut en el certamen se produjo el 6 de octubre en el Estadio Internacional de El Cairo, lugar donde se dio el duelo contra el anfitrión Egipto por los octavos de final. Estrada salió de relevo por Ricardo Blanco en el tiempo de reposición, mientras que el resultado terminó 0-2 a favor de su conjunto. Luego participó 106 minutos en la victoria por 1-2 en tiempo suplementario ante Emiratos Árabes Unidos y completó 72 minutos frente a los brasileños por las semifinales, juego que culminó en pérdida por 1-0. El 16 de octubre su nación selló el cuarto lugar del torneo tras la derrota en penales contra Hungría.
El 11 de abril de 2010, Diego fue parte de la selección sub-21 en la ronda preliminar hacia los Juegos Centroamericanos y del Caribe, fecha en la que se enfrentó a Nicaragua en el Estadio "Fello" Meza. Convirtió un gol de penal al minuto 80' en la victoria de goleada por 6-1. El 18 de abril se ratificó la clasificación de su país al certamen continental luego de la nueva victoria por 0-6 sobre los nicaragüenses en condición de visita, partido donde Estrada salió de cambio por Jorge Castro al minuto 56'.
El 17 de septiembre de 2011, el centrocampista recibió la convocatoria de Ronald González de la Selección Sub-23 para hacer frente a la fase previa del Preolímpico de Concacaf. Su primera aparición se dio el 21 de septiembre contra Nicaragua en el Estadio Francisco Morazán, donde estuvo en el once inicial pero salió de cambio al minuto 81' por Carlos Hernández en la victoria accesible por 4-0. Dos días después y en el mismo escenario deportivo, marcó un gol al minuto 83' y salió expulsado por acumulación de tarjetas amarillas en el empate 2-2 ante el país local Honduras.

#### Participaciones en juveniles
| Competición                           | Sede              | Resultado    |
| ------------------------------------- | ----------------- | ------------ |
| Campeonato Sub-20 de la Concacaf 2009 | Trinidad y Tobago | Campeón      |
| Copa Mundial Sub-20 de 2009           | Egipto            | Cuarto lugar |

### Selección absoluta
El 18 de enero de 2010, Estrada obtuvo su primer llamado a la selección absoluta costarricense dirigida por el entrenador interino Ronald González. Debutó como internacional el 26 de enero en el amistoso celebrado en el Estadio Ingeniero Hilario Sánchez contra Argentina. El futbolista entró de cambio al minuto 62' por Juan Diego Monge y poco después puso una asistencia a Diego Madrigal para el empate transitorio de 2-2. Su país terminó perdiendo el juego por 3-2. En ese mismo año tuvo participación por escasos minutos en los fogueos frente a Francia (2-1), Eslovaquia (3-0), y en diciembre de 2011 ante Cuba (1-1), este último de la mano del director técnico Jorge Luis Pinto.

## Estadísticas

### Clubes
Actualizado al último partido jugado el 9 de noviembre de 2019.
| L. D. Alajuelense Costa Rica |               |               |     |    |    |   |    |     |     |    |
| 1.ª | 2007-08       | 7             | 0   | —  | —  | 0 | 0  | 7   | 0   |    |
| 1.ª | 2008-09       | 10            | 0   | —  | —  | 0 | 0  | 10  | 0   |    |
| 1.ª | 2009-10       | 23            | 4   | —  | —  | — | —  | 23  | 4   |    |
| 1.ª | 2010-11       | 17            | 2   | —  | —  | — | —  | 17  | 2   |    |
| Total club | Total club    | 57            | 6   | —  | —  | 0 | 0  | 57  | 6   |    |
| Real Zaragoza "B" España |               |               |     |    |    |   |    |     |     |    |
| 2.ª B | 2011-12       | 12            | 2   | —  | —  | — | —  | 12  | 2   |    |
| Total club | Total club    | 12            | 2   | —  | —  | — | —  | 12  | 2   |    |
| Comunicaciones F. C. Guatemala |               |               |     |    |    |   |    |     |     |    |
| 1.ª | 2011-12       | 21            | 9   | —  | —  | — | —  | 21  | 9   |    |
| 1.ª | 2012-13       | 25            | 10  | —  | —  | — | —  | 25  | 10  |    |
| Total club | Total club    | 46            | 19  | —  | —  | — | —  | 46  | 19  |    |
| Deportivo Saprissa Costa Rica |               |               |     |    |    |   |    |     |     |    |
| 1.ª | 2012-13       | 14            | 3   | —  | —  | — | —  | 14  | 3   |    |
| 1.ª | 2013-14       | 35            | 9   | 7  | 5  | — | —  | 42  | 14  |    |
| 1.ª | 2014-15       | 29            | 4   | 4  | 2  | 3 | 0  | 36  | 6   |    |
| 1.ª | 2015-16       | 11            | 1   | 0  | 0  | 1 | 0  | 12  | 1   |    |
| Total club | Total club    | 89            | 17  | 11 | 7  | 4 | 0  | 104 | 24  |    |
| FBC Melgar Perú |               |               |     |    |    |   |    |     |     |    |
| 1.ª | 2016          | 8             | 1   | —  | —  | 6 | 0  | 14  | 1   |    |
| Total club | Total club    | 8             | 1   | —  | —  | 6 | 0  | 14  | 1   |    |
| Comunicaciones F. C. Guatemala |               |               |     |    |    |   |    |     |     |    |
| 1.ª | 2016-17       | 32            | 7   | —  | —  | — | —  | 32  | 7   |    |
| 1.ª | 2017-18       | 11            | 1   | —  | —  | — | —  | 11  | 1   |    |
| Total club | Total club    | 43            | 8   | —  | —  | — | —  | 43  | 8   |    |
| C. S. Herediano Costa Rica |               |               |     |    |    |   |    |     |     |    |
| 1.ª | 2017-18       | 18            | 1   | —  | —  | 0 | 0  | 18  | 1   |    |
| 1.ª | 2018-19       | 4             | 1   | —  | —  | 3 | 0  | 7   | 1   |    |
| Total club | Total club    | 22            | 2   | —  | —  | 3 | 0  | 25  | 2   |    |
| Municipal Grecia Costa Rica |               |               |     |    |    |   |    |     |     |    |
| 1.ª | 2018-19       | 25            | 11  | —  | —  | — | —  | 25  | 11  |    |
| Total club | Total club    | 25            | 11  | —  | —  | — | —  | 25  | 11  |    |
| La U Universitarios Costa Rica |               |               |     |    |    |   |    |     |     |    |
| 1.ª | 2019          | 10            | 0   | —  | —  | — | —  | 10  | 0   |    |
| Total club | Total club    | 10            | 0   | —  | —  | — | —  | 10  | 0   |    |
| C. S. Cartaginés Costa Rica |               |               |     |    |    |   |    |     |     |    |
| 1.ª | 2020          | 0             | 0   | —  | —  | — | —  | 0   | 0   |    |
| Total club | Total club    | 0             | 0   | —  | —  | — | —  | 0   | 0   |    |
| Total carrera | Total carrera | Total carrera | 312 | 66 | 11 | 7 | 13 | 0   | 336 | 73 |
| (1) Incluye datos del Torneo de Copa (2013-15). (2) Incluye datos de la Copa Interclubes de la UNCAF (2007) / Liga de Campeones de la Concacaf (2008-18) / Copa Libertadores (2016) / Liga Concacaf (2018). (3) No incluye goles en partidos amistosos. |               |               |     |    |    |   |    |     |     |    |

## Palmarés

### Títulos nacionales
| Título                         | Club               | País       | Año  |
| ------------------------------ | ------------------ | ---------- | ---- |
| Primera División de Costa Rica | L.D Alajuelense    | Costa Rica | 2010 |
| Primera División de Guatemala  | Comunicaciones F.C | Guatemala  | 2012 |
| Torneo de Copa de Costa Rica   | Deportivo Saprissa | Costa Rica | 2013 |
| Primera División de Costa Rica | Deportivo Saprissa | Costa Rica | 2014 |
| Primera División de Costa Rica | Deportivo Saprissa | Costa Rica | 2014 |
| Primera División de Costa Rica | Deportivo Saprissa | Costa Rica | 2015 |

### Títulos internacionales
| Título                        | Equipo            | Sede              | Año  |
| ----------------------------- | ----------------- | ----------------- | ---- |
| Campeonato Sub-20 de Concacaf | Costa Rica Sub-20 | Trinidad y Tobago | 2009 |

### Distinciones individuales
| Distinción                            | Año  |
| ------------------------------------- | ---- |
| Goleador del Torneo de Copa 2013      | 2013 |
| Mejor jugador del Torneo de Copa 2013 | 2013 |